# Dia do Não

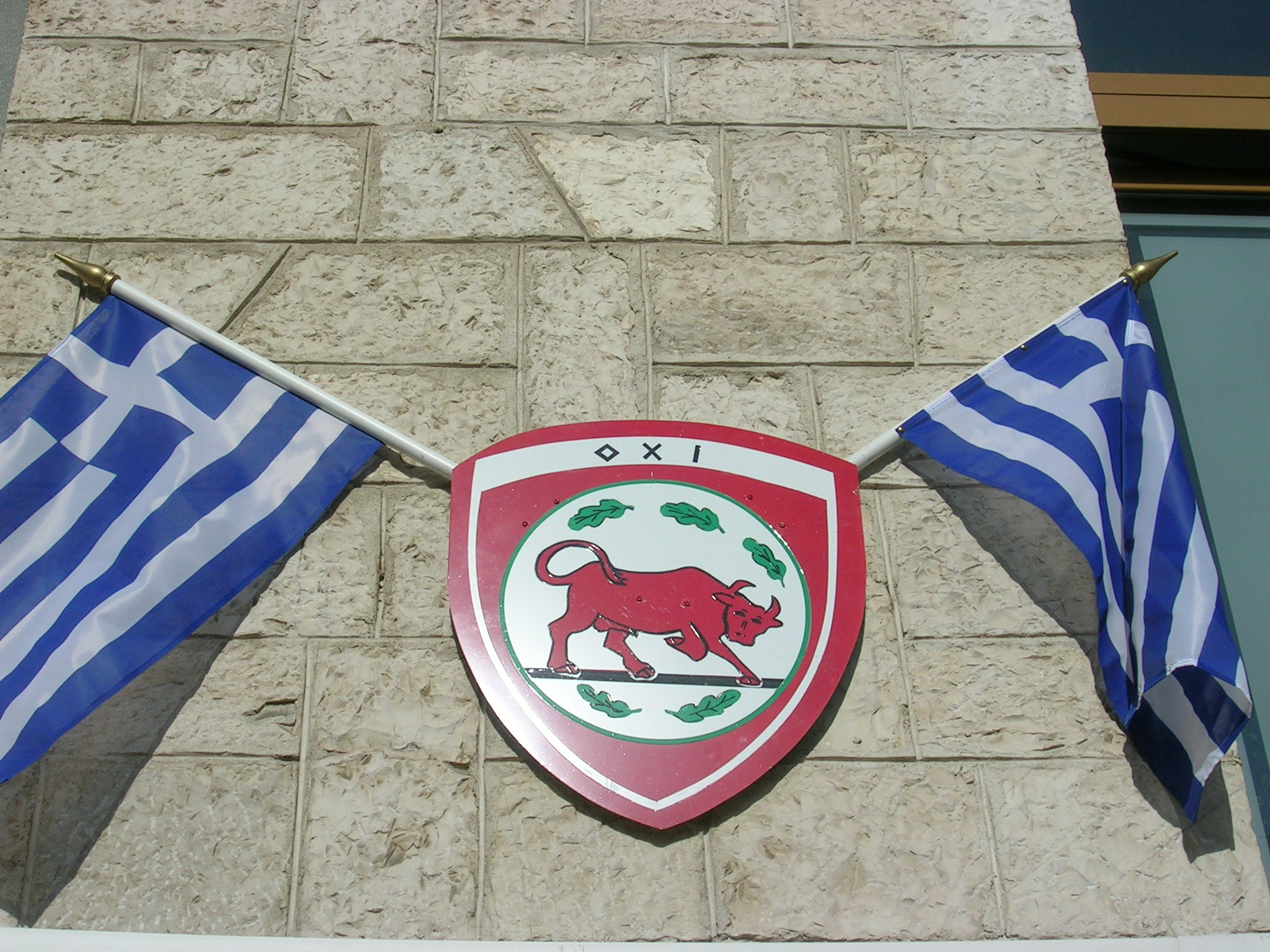
Emblema da 8a. Divisão de Infantaria (Grécia), a primeira unidade a enfrentar a invasão italiana. Seu lema é Não!

O Dia do Não (em grego:  Επέτειος του «'Οχι» Epeteios tou "'Ohi", Aniversário do "Não") é celebrado pela Grécia, Chipre e pelas comunidades gregas ao redor do mundo no dia 28 de outubro de todo ano, para comemorar a rejeição do primeiro-ministro Ioannis Metaxas (em poder de 4 de agosto de 1936 a 29 de janeiro de 1941) ao ultimato feito pelo ditador italiano Benito Mussolini em 28 de outubro de 1940, iniciando a Guerra Greco-Italiana, parte da Segunda Guerra Mundial. Desde então, o governo grego pede indenizações de guerra aos países do Eixo.

## O ultimato italiano
Esse ultimato, que foi apresentado a Metaxas pelo embaixador italiano na Grécia, Emanuele Grazzi, em 28 de outubro de 1940, de madrugada, às 4h, após uma festa na embaixada alemã em Atenas, exigia que a Grécia permitisse que as forças do Eixo entrassem no território grego e ocupassem certos locais estratétigos não especificados ou enfrentar a guerra. Foi respondido, supostamente, com um simples όχι (Não!). Contudo, a resposta real foi: Alors, c'est la guerre (Então é a guerra).
Em resposta à negativa de Metaxas, tropas italianas estacionadas na Albânia, então um protetorado italiano, atacaram a fronteira grega às 5:30 da manhã - essa é a entrada da Grécia na Segunda Guerra Mundial.
No dia de 28 de outubro a população grega tomou as ruas, independente de filiação política, gritando όχι. Depois de 1942, passou a ser celebrado o Dia do Não.

## Aniversário
Durante a guerra, o 28 de outubro foi comemorado logo pelas comunidades gregas ao redor do mundo e na Grécia e em Chipre, e após a Segunda Guerra Mundial tornou-se um feriado na Grécia e em Chipre. Os eventos de 1940 são comemorados todo ano com paradas militares e estudantis. Em todo aniversário, a maioria dos prédios públicos e residências são decorados com a bandeira grega.